# Joaquim Teles Jordão
Joaquim Teles Jordão (Guarda, São Vicente, 1777 — Cacilhas, 23 de Julho de 1833) foi um militar do Exército Português da facção conservadora miguelista, que atingiu o posto de brigadeiro.
Apesar de ter aderido à revolução liberal de 1820, como comandante das tropas aquarteladas em Braga, participou na Martinhada e desempenhou um papel de grande relevo na repressão do movimento liberal em Lisboa na sequência da restauração da monarquia tradicional por D. Miguel I.
Destacou-se no Cerco do Porto e depois na defesa de Lisboa contra o avanço das tropas liberais comandadas pelo duque da Terceira.
Morreu em combate, numa retirada desastrosa para Cacilhas, na Batalha da Cova da Piedade, face ao avanço das tropas liberais vindas do Algarve.

## Biografia
Nascido na cidade da Guarda, filho de Bernardo Teles Jordão (Guarda, São Vicente, 11 de Julho de 1742 - ?) e de sua mulher Catarina da Conceição de Azevedo Barreto (Castelo Branco, Castelo Branco - ?), neto paterno de José Gomes Duarte e de sua mulher Clara Teresa e neto materno de Alexandre Lopes de Azevedo (Vila Nova de Foz Coa, Almendra - ?) e de sua mulher Brízida Maria Barreto (Castelo Branco, Castelo Branco - ?), assentou praça no Regimento de Infantaria N.° 11 a 17 de Agosto de 1796. No posto de Sargento, a 24 de Junho de 1806, foi nomeado Ajudante Agregado no Regimento de Milícias da Guarda, cargo que exerceu durante dois anos, sendo então transferido para o Regimento de Milícias da Covilhã.
Foi promovido a Tenente a 14 de Janeiro de 1809, quando já se prestava serviço no Regimento de Infantaria N.° 11. Mantendo-se na mesma unidade militar, foi promovido a Capitão e, em Julho de 1813, foi graduado no posto de Major, posto em que se tornou efectivo em Setembro daquele ano, e em Março de 1814 foi graduado como Tenente-Coronel, posto em obteve efectividade dois meses mais tarde.
Participou activamente na Guerra Peninsular, finda a qual foi promovido a Coronel e colocado no comando das tropas aquarteladas em Braga. Naquelas funções apoiou a Revolução Liberal do Porto de Agosto de 1820, sendo em consequência graduado em Brigadeiro, a 18 de Dezembro de 1820.
Considerado opositor aos valores liberais, foi demitido do Exército, por decreto de 22 de Junho de 1821. Apesar do apoio inicial à revolta liberal, depois participou activamente na Martinhada e cedo se revelou opositor às políticas do vintismo e à orientação que as Cortes Gerais e Extraordinárias da Nação Portuguesa estavam a dar à elaboração da Constituição da Monarquia.
Na sequência da Vilafrancada e da suspensão da vigência da Constituição, em 25 de Junho de 1823 foi reintegrado no Exército, com a graduação em brigadeiro, posto em que passou a efectivo a 16 de Setembro de 1824.
Nos anos seguintes foi-se progressivamente aproximando da facção mais conservadora miguelista do absolutismo, tendo liderado a resistência entre o militares à Carta Constitucional de 1826, assumindo-se como um dos dirigentes da Revolta da Beira.
Derrotados os miguelistas, exilou-se para Espanha, onde permaneceu até à proclamação de D. Miguel I como rei de Portugal.
Reintegrado no Exército, integrou a força enviada para reprimir a Belfastada e o levantamento liberal que em 16 de Maio de 1828 eclodiu na cidade do Porto.
Ao longo dos anos conturbados que precederam a Guerra Civil, revelou-se um dos mais acérrimos defensores do miguelismo, pelo que a 2 de Janeiro de 1832 foi promovido a marechal-de-campo e nomeado governador da Torre de São Julião da Barra, ao tempo lugar de detenção de presos políticos (presos de Estado como então se dizia). A dureza com que tratou os presos, com cruéis abusos e torturas, mereceram o repúdio e ódio dos liberais.
Após o desembarque do Mindelo foi enviado para o norte de Portugal, tendo participado activamente nas operações do Cerco do Porto. Gorada a tentativa de expulsar as forças liberais da cidade do Porto, foi nomeado comandante da divisão encarregue de interceptar as forças do Duque da Terceira que se dirigiam para Lisboa.
Nessas funções, na manhã de 22 de Julho de 1833 partiu de Lisboa com algumas forças, atravessando o Tejo por Almada, tendo tentado repelir o avanço liberal no Combate de Cacilhas. Perante a vitória liberal, ensaiou uma retirada para Lisboa, mas foi capturado quando tentava embarcar em Cacilhas. Nessa altura dá-se aquela que ficou conhecida por Batalha da Cova da Piedade e aí reconhecido como o odioso comandante de São Julião da Barra, foi morto a golpes de sabre pelo Coronel Romão José Soares, adjunto do comando da Divisão Ligeira do General João Schwalbach.
Os populares "apoderam-se do cadáver, que andou em bolandas servindo de alvo à chacota". Acabou "por ser abandonado e enterrado na praia de Cacilhas e, talvez para que não restassem dúvidas que o tirano estava morto, lhe deixaram um braço de fora". Cantou-se até altas horas: "Já morreu Teles Jordão: Nas profundas do Inferno. Os diabos lá disseram Temos carne para o Inverno!".